# 中和里 (新莊區)
中和里，為臺灣新北市新莊區中港厝一個里，1978年析新莊鎮中港而置。人口4722人，面積0.097208平方公里，人口密度48576人/平方公里，下轄30鄰。:p91-92

## 里內概述
中和里為臺灣戰後時期開始發展的住宅區，原為中港里的一部分，屬新海灌區。1970年代先由中港路往西，開闢永樂街、永安街，兩條街上多為透天厝，該地始由農地逐漸轉為住宅。復興路北側建步登公寓，里境西部有「福人新城」公寓。1990年代，里內新建威京向陽社區、凱撒大第社區。建豐建設公司在東南經營有新莊客旅。